# Teodora Comnena (filla d'Aleix I)
Teodora Comnena, en grec medieval Θεοδώρα Κομνηνὴ, nascuda el 15 de gener de l'any 1096, va ser una noble de l'Imperi Romà d'Orient, la quarta filla de l'emperador Aleix I Comnè i d'Irene Ducena. Es va casar amb Constantí Àngel, amb qui va tenir set fills. Els emperadors Aleix III Àngel i Isaac II Àngel van ser els seus nets. Va unir la dinastia dels Àngels amb la dels Comnens.

## Biografia
Teodora va néixer a Constantinoble a les 3 del matí del 15 de gener del 1096, la quarta de les cinc filles i la setena dels fills de l'emperador Aleix I Comnè, que va regnar del 1081 al 1118, i d'Irene Ducena. Una mica abans de l'any 1122 es va casar amb Constantí Kurtikes, però el seu marit va morir poc després. Algunes fonts diuen que Teodora va quedar vídua el 1118. El matrimoni no va tenir fills. Al voltant del 1122, segurament després de la mort d'Aleix I, es va casar per segona vegada amb Constantí Àngel, un noble menor de Filadèlfia que era comandant militar amb Manuel I Comnè. Era extremadament bella, però l'emperadriu Irene sembla que no l'aprovava, i no tenia bones relacions amb Teodora, que apareix en una llista a l'última posició i amb les disposicions menys favorables en el típicon que Irene va concedir al monestir de la Mare de Déu Plena de Gràcia. Es menciona Teodora per última vegada a l'octubre de 1136, i es desconeix quan va morir. El seu marit va continuar exercint diversos comandaments militars sense gaire èxit amb Manuel I Comnè. Les últimes notícies d'ell són de l'any 1166.

## Fills
Del seu segon matrimoni amb Constantí Àngel, Teodora va tenir set fills. Pels seus fills, Teodora va ser la progenitora de la dinastia Àngel, que va donar tres emperadors, i la primera dinastia del Despotat de l'Epir.
- Joan Ducas, Sebastocràtor, nascut cap al 1125 - 1127 i mort cap al 1200, va tenir diversos fills per un o dos matrimonis i un fill bastard, Miquel I Comnè Ducas fundador del Despotat de l'Epir.
- Maria Àngel, nascuda cap al 1128 o 1130, es va casar amb Constantí Camitzes, amb qui va tenir diversos fills.
- Aleix Comnè Àngel, nascut cap al 1131 o 1132, es va casar i va tenir un fill.
- Andrònic Ducas Àngel, nascut cap al 1133 i mort el setembre de 1185, es va casar amb Eufrosina Castamonita amb qui va tenir nou fills, entre ells els emperadors Aleix III Àngel i Isaac II Àngel.
- Eudòxia Angelina, nascuda cap al 1134. Es va casar amb Basili Tsikandeles, però no van tenir fills.
- Zoè Àngel, nascuda cap al 1135, es va casar amb Andrònic Sinadenos. La parella va tenir diversos fills, els noms dels quals no es coneixen.
- Isaac Àngel Ducas, nascut cap al 1137. Es va casar i va tenir almenys quatre fills.

No se sap en quina data va morir Teodora. Entre els seus descendents hi ha Irene Angelina, casada amb Felip de Suàbia, cosa que la converteix en l'avantpassada de pràcticament totes les cases reials europees a través de la casa dels Hohenstaufen.